# آسترازنکا
آسْترازِنِکا (انگلیسی: AstraZeneca) شرکت داروسازی و زیست‌فناوری چندملیتی بریتانیایی-سوئدی است. ستاد این شرکت در پردیس پزشکی دانشگاه کمبریج در شهر کمبریج انگلستان است. این شرکت بیشتر برای مشارکت در ساخت واکسن کووید-۱۹ آکسفورد-آسترازنکا شناخته می‌شود.
این شرکت در سال ۲۰۰۹ از نظر میزان فروش، پس از فایزر، نوارتیس، سانوفی و گلاکسواسمیت‌کلاین به‌عنوان پنجمین شرکت دارویی جهان شناخته شد. شرکت آسترازنکا محصولات دارویی خود را در بیش از ۱۰۰ کشور جهان عرضه می‌کند. از داروهایی که این شرکت به‌صورت عمده تولید می‌کند، می‌توان به انواع داروهای سرطان، قلب و عروق، دستگاه گوارش، ضد عفونت، علوم اعصاب، دستگاه تنفسی و ضد التهاب‌ها اشاره نمود. شرکت آسترازنکا در سال ۱۹۹۹ از راه ادغام شرکت سوئدی آسترا و شرکت بریتانیایی زنکا تأسیس شد. آسترازنکا در فهرست اولیه بازار بورس لندن قرار دارد و در ۲۳ دسامبر ۲۰۱۱ با ارزش بازاری معادل ۳۹٫۵ میلیارد پوند به‌عنوان دهمین شرکت بزرگ در بورس اوراق بهادار لندن انتخاب شد. این شرکت همچنین در فهرست ثانویه بازار بورس نیویورک نیز قرار دارد.

## واکسن کووید-۱۹
این شرکت از دسامبر ۲۰۲۰ مراحل کارآزمایی بالینی را برای تولید واکسن کووید ۱۹ آغاز کرد و در ۳۰ دسامبر ۲۰۲۰ این واکسن برای استفاده در برنامه واکسیناسیون بریتانیا مورد تأیید قرار گرفت و واکسیناسیون از ۴ ژانویه ۲۰۲۱ با تزریق به برایان پینکر ۸۲ ساله در بریتانیا آغاز شد.
این واکسن در کنار واکسن‌ شرکت‌های دیگر نقش مهمی در خروج از همه‌گیری کرونا داشت. واکسن این شرکت تنها در سال نخست همه‌گیری جان ۶ میلیون و پانصد هزار نفر را نجات داد. اما به دنبال شکایت‌های حقوقی در رابطه با موارد بسیار ناچیز ایجاد لخته خون و مرگ و آسیب جسمی افراد، آسترازنکا در مه ۲۰۲۴ اعلام کرد تولید و فروش واکسن کرونا را متوقف می‌کند.